# Pablo Alfaro
Pablo Alfaro Armengot (Zaragoza, España, 26 de abril de 1969) es un exfutbolista y entrenador español.

## Trayectoria

### Como jugador
Debutó en la 2ªB con 17 años en el Deportivo Aragón, filial del Real Zaragoza.
Debutó en primera División fue en 89/90. Por lo tanto fueron 21 temporadas de profesional, de ellas 15 en Primera División.
Sigue siendo el futbolista aragonés de la historia con más partidos en Primera División (418).
Formado en la cantera del Real Zaragoza. En el 92/93 fue fichado por el FC Barcelona. 
El 31 de diciembre de 2005, fue traspasado al Racing de Santander desde el Sevilla, tras cinco temporadas y media en el equipo hispalense. Esa temporada su equipo ganó la Copa de la UEFA 2005-06, que figura en el palmarés de Alfaro porque su nombre seguía inscrito en la lista de jugadores del Sevilla, aunque solo pudo ver la final desde el palco del Philips Stadion de la ciudad de Eindhoven.
Se retiró del fútbol como jugador en el Racing Santander con 38 años en el último encuentro de la temporada 2006-07 que enfrentaba a este club con el Real Betis Balompié, siendo ovacionado por la afición de El Sardinero.
Tras su retirada, fue comentarista habitual en los partidos del Sevilla que se retransmiten por televisión en abierto. En la actualidad es comentarista radiofónico habitual de los partidos del Sevilla F.C en el programa Carrusel deportivo de la Cadena Ser. Tiene una empresa que dedica a la formación y preparación de eventos deportivos.

### Como entrenador
En noviembre de 2009, empezó su carrera como entrenador en el Pontevedra CF (Segunda B). Cogió el equipo a mitad de tabla y esa misma temporada disputó la fase de ascenso a Segunda División. 
Teniendo en cuenta la buena temporada realizada, el equipo decano del fútbol español, el Real Club Recreativo de Huelva, se fijó en él para que sea su entrenador en la temporada 2010-2011. Sin embargo, fue cesado después de no lograr ninguna victoria en las ocho primeras jornadas de liga.
En el verano de 2012, se embarcó en el humilde proyecto del CD Leganés, para entrenarlo por una temporada. Consiguió clasificarlo para la promoción de ascenso a Segunda División, pero fue eliminado por el Lleida Esportiu.
El 17 de junio de 2013, fue confirmado por la SD Huesca como nuevo entrenador para la temporada 2013-2014. Sin embargo, fue cesado el 25 de septiembre, tras lograr 4 puntos en 5 partidos.
El 1 de diciembre de 2014, firmó como entrenador del UD Marbella en sustitución de Jaime Molina, siendo sustituido el 22 de marzo de 2015 por Lorenzo Morón.
El 28 de marzo de 2017, se incorporó al Club Deportivo Mirandés, sustituyendo en el cargo a Javier Álvarez de los Mozos. Alfaro se hizo cargo del conjunto burgalés tras sumar únicamente 29 puntos en 31 jornadas (a 4 puntos de la salvación), siendo colista de la Segunda División. Alfaro fue el cuarto entrenador de la temporada, tras Carlos Terrazas, Claudio Barragán y Javier Álvarez de los Mozos. Al final de temporada 16/17 fue renovado. 
En el 17/18 fueron Campeones del Grupo II de 2ªB con el CD Mirandés, jugando Play Off ascenso a Segunda División.
El 28 de febrero de 2019, fue anunciado por la UD Ibiza como nuevo técnico, tras la destitución de su excompañero de equipo Andrés Palop, por esa temporada y la siguiente. Finalizó su relación con el club balear en julio de 2020.
En diciembre de 2020, fue contratado como entrenador del Córdoba Club de Fútbol de la Segunda División B, tras la destitución de Juan Sabas. Con el conjunto andaluz, Alfaro consiguió eliminar al Getafe Club de Fútbol (de Primera División) en Segunda Ronda de la Copa del Rey, no obstante la Real Sociedad apeó al equipo de la competición en dieciseisavos. El 19 de abril de 2021 fue cesado después de caer ante el Cádiz B por 2 a 0.
El 27 de noviembre de 2022, Alfaro fue campeón de la Stream World Cup, dirigiendo al seleccionado de España, la cual ganó en la final contra Francia por una diferencia de 3-0.
El 24 de diciembre de 2022, firmó como entrenador del San Fernando Club Deportivo de Primera Federación, al que dirige en 21 encuentros con un equilibrado balance de 7 victorias, 7 empates y 7 derrotas, logrando la permanencia aunque no seguiría al término de la temporada.
El 9 de noviembre de 2023, firma como entrenador del Real Murcia de la Primera Federación de España.

## Estudios
Es licenciado en Medicina, carrera que estudió compaginándola con su carrera de futbolista, y en diferentes universidades según cambiaba de equipo. Comenzó en la Universidad de Zaragoza, continuó en la Universidad de Barcelona y la Universidad de Cantabria, y finalmente se licenció en la Universidad Complutense de Madrid.

## Clubes

### Como jugador
| Club                | País   | Año       |
| ------------------- | ------ | --------- |
| Deportivo Aragón    | España | 1986-1989 |
| Real Zaragoza       | España | 1989-1992 |
| FC Barcelona        | España | 1992-1993 |
| Racing de Santander | España | 1993-1996 |
| Atlético de Madrid  | España | 1996-1997 |
| CP Mérida           | España | 1997-2000 |
| Iraklis             | Grecia | 2000      |
| Sevilla FC          | España | 2000-2006 |
| Racing de Santander | España | 2006-2007 |

### Como entrenador
| Club                 | País   | Año       | P  | PG | PE | PP | % v.  |
| -------------------- | ------ | --------- | -- | -- | -- | -- | ----- |
| Pontevedra CF        | España | 2009-2010 | 28 | 15 | 6  | 7  | 53.57 |
| Recreativo de Huelva | España | 2010      | 8  | 0  | 4  | 4  | 0     |
| CD Leganés           | España | 2012-2013 | 40 | 20 | 11 | 9  | 50    |
| SD Huesca            | España | 2013      | 7  | 2  | 1  | 4  | 28.57 |
| UD Marbella          | España | 2014-2015 | 13 | 4  | 4  | 5  | 26.67 |
| CD Mirandés          | España | 2017-2018 | 55 | 28 | 11 | 16 | 50.91 |
| UD Ibiza             | España | 2019-2020 | 44 | 25 | 10 | 9  | 56.82 |
| Córdoba CF           | España | 2020-2021 | 18 | 8  | 4  | 6  | 44.44 |
| San Fernando CD      | España | 2022-2023 | 21 | 7  | 7  | 7  | 33.33 |
| Real Murcia CF       | España | 2023-     | 12 | 5  | 4  | 3  |       |